# Woroszniewo
Woroszniewo (ros. Ворошнево) – wieś (ros. деревня, trb. dieriewnia) w zachodniej Rosji, centrum administracyjne sielsowietu woroszniewskiego w rejonie kurskim (obwód kurski).

## Geografia
Miejscowość położona jest nad Sejmem (lewy dopływ Desny), 11 km na południowy zachód od Kurska, przy drodze magistralnej (federalnego znaczenia) M2 «Krym» (część trasy europejskiej E105) oraz przy drodze regionalnego znaczenia 38K-017 (Kursk – Lgow – Rylsk – granica z Ukrainą). Z miejscowością sąsiaduje mijanka 454 km (linia kolejowa Lgow-I – Kursk).
We wsi znajdują się ulice: 453-454 km razjezd, Bielinskogo, Gazoprowodskaja, Konoplanka 1-ja, Konoplanka 2-ja, Konoplanka 3-ja, Masałowa, Mirnaja, Olchowskaja, Sadowaja, Sosnowaja, Szyrokaja, Tieplicznaja, Tieplicznaja 2-ja i Watutina (625 posesji).
Klimat
Miejscowość, jak i cały rejon, znajduje się w strefie klimatu kontynentalnego z łagodnym ciepłym latem i równomiernie rozłożonymi opadami rocznymi (Dfb w klasyfikacji klimatów Köppena).
|                            | Sty  | Lut  | Mar  | Kwi | Maj  | Cze  | Lip  | Sie  | Wrz  | Paź  | Lis  | Gru  |
| -------------------------- | ---- | ---- | ---- | --- | ---- | ---- | ---- | ---- | ---- | ---- | ---- | ---- |
| Najwyższe temperatury (°C) | -4,2 | -3,2 | 2,7  | 13  | 19,4 | 22,7 | 25,3 | 24,7 | 18,2 | 10,5 | 3,3  | -1,2 |
| Najniższe temperatury (°C) | -8,7 | -8,8 | -4,9 | 2,7 | 9,1  | 13,1 | 15,9 | 14,9 | 9,8  | 3,9  | -1,2 | -5,4 |
| Opady (mm)                 | 51   | 45   | 47   | 50  | 62   | 71   | 73   | 55   | 59   | 59   | 47   | 49   |
| Ilość dni z opadami        | 8    | 8    | 8    | 7   | 8    | 9    | 9    | 6    | 7    | 7    | 7    | 9    |

## Demografia
W 2010 r. wieś zamieszkiwało 3261 osób.